# 陈蝶仙
陈蝶仙（1879年—1940年），原名寿嵩，一作寿同、嵩寿，字昆叔，后改名栩，字栩园，号蝶仙，别署天虚我生、太常仙蝶、惜红生、樱川三郎、超然、国货之隐者、大桥式羽等，男，浙江杭州人，中国鸳鸯蝴蝶派作家。